# Parawixia porvenir
Parawixia porvenir är en spindelart som beskrevs av Levi 1992. Parawixia porvenir ingår i släktet Parawixia och familjen hjulspindlar.
Artens utbredningsområde är Colombia. Inga underarter finns listade i Catalogue of Life.